# Liesbeth Homans
Liesbeth Homans (Wilrijk, 17 febbraio 1973) è una politica belga, membro della Nuova Alleanza Fiamminga, e deputata fiamminga. Ministro fiammingo dell'interno, della pubblica amministrazione, degli alloggi, della città, dell'integrazione, delle pari opportunità, dell'alleviamento della povertà e dell'economia sociale. Il 2 luglio 2019, ha prestato giuramento come ministro presidente delle Fiandre come successore di Geert Bourgeois, eletto al Parlamento europeo. È la prima donna a ricoprire questa posizione.

## Biografia
Laureata in storia presso la Katholieke Universiteit Leuven e in politica internazionale presso l'Università di Anversa, militante della Volksunie, lavora nel gabinetto di Johan Sauwens (CD&V). Successivamente si unisce a Bart De Wever come coordinatore e collaboratore parlamentare (dal 2004 al 2009).

### Funzioni politiche

#### Nel Parlamento fiammingo come deputata e ministro e al Senato
Tra il 2006 e il 2009 è stata consigliera provinciale nella provincia di Anversa e membro del Parlamento fiammingo dal 7 giugno 2009 al 23 luglio 2014, quando è diventata ministro. Nel frattempo, è stata anche senatrice della comunità fino al 2013 e presidente del CPAS della città di Anversa. Dal 2014 è ministro degli Interni, dell'alloggio, della lotta contro la povertà e dell'economia sociale per la regione fiamminga.

#### Ministro presidente delle Fiandre
Nel luglio 2019 è diventata la prima donna presidente delle Fiandre in successione di Geert Bourgeois, diventato membro del Parlamento europeo. Il suo governo è temporaneo e si occuperà degli affari correnti in presenza di un nuovo governo fiammingo.

## Polemiche politiche

### Sui migranti e sulle nomine locali
Nel febbraio 2013, ha creato polemiche, proponendo di condizionare l'assistenza medica di emergenza dei migranti privi di documenti a un ritorno volontario. Nel mese di settembre 2014, Liesbeth Homans ufficialmente non ha deciso di nominare l'eletto Damien Thiery come borgomastro a Linkebeek, chiedendo a Damien Thiéry di inviare convocazioni elettorali in francese durante il ballottaggio municipale del 2012, interpretando una legge portata dalla circolare Peeters, che obbliga i cittadini francofoni dei comuni a facilità linguistica a richiedere documenti nella loro lingua per ogni procedura amministrativa. Damien Thiéry ha poi fatto affidamento su questa nuova giurisprudenza per convincere il consiglio comunale di Linkebeek a presentare nuovamente il suo nome alle autorità fiamminghe per un possibile appuntamento. Più tardi, nel settembre 2015, ha creato una nuova polemica affermando che i rifugiati che possiedono una casa nel proprio paese non hanno diritto ad alloggi sociali nelle Fiandre, perché le regole regionali riservano il beneficio di un alloggi a persone che non sono proprietari di una casa nel loro paese, parlando di una regola e non della legge, sottolineando che la suddetta regola si applicava "a tutti, siano essi rifugiati o no".

### Sulla bandiera belga
Il 2 luglio 2019, durante la fotografia di gruppo che segue il suo giuramento, ha dichiarato "Non vogliamo questo straccio belga sullo sfondo" parlando della bandiera belga. Ha poi parlato di uno scherzo.

## Vita privata
Vive a Wilrijk, è divorziata ed è madre di due bambini.